# Попенбил
Попенбил (њем. Poppenbüll) општина је у њемачкој савезној држави Шлезвиг-Холштајн. Једно је од 132 општинска средишта округа Нордфризланд. Према процјени из 2010. у општини је живјело 197 становника. Посједује регионалну шифру (AGS) 1054104.

## Географски и демографски подаци
Попенбил се налази у савезној држави Шлезвиг-Холштајн у округу Нордфризланд. Општина се налази на надморској висини од 3 метра. Површина општине износи 15,5 km². У самом мјесту је, према процјени из 2010. године, живјело 197 становника. Просјечна густина становништва износи 13 становника/km².